# جيمس إدواردز رينز
جيمس إدواردز رينز (بالإنجليزية: James Edwards Rains)‏ هو محامي وضابط أمريكي، ولد في 10 أبريل 1833 في ناشفيل في الولايات المتحدة، وتوفي في 31 ديسمبر 1862 في مورفريسبورو في الولايات المتحدة.